# Gautier de Chappes
Ne doit pas être confondu avec Gautier Ier de Chappes († avant 1111), seigneur de Chappes à la fin du XIe siècle et au début du XIIe siècle.
Gautier de Chappes (né vers 1153 - † vers 1207) est un ecclésiastique et chancelier de Champagne à la fin du XIIe siècle et au début du XIIIe siècle. Il est le fils de Clarembaud IV de Chappes, seigneur de Chappes, et d'Ermengarde.

## Biographie
Il est un fils cadet de Clarembaud IV de Chappes, seigneur de Chappes et vicomte de Troyes, un des plus puissants seigneurs champenois.

### Carrière ecclésiastique
Comme de nombreux fils cadets, il a été destiné à une carrière ecclésiastique.
Il devient chanoine à la collégiale Saint-Étienne de Troyes dès 1176, avant d'en devenir prévôt.

### Carrière politique
En 1190, il succède Barthélémy de Plancy et devient chancelier du comte de Champagne Henri II puis de ses successeurs Thibaut III et Thibaut IV, ainsi que pendant la régence de Blanche de Navarre, jusqu'à sa mort en 1207.
Il est possible qu'il ait accompagné son frère Gui de Chappes et son neveu Clarembaud V de Chappes lors de la quatrième croisade et qu'il ait assisté au siège de Constantinople.
À sa mort, la charge de chancelier reste vacante plusieurs années, jusqu'en 1211 où il est remplacé par Rémy de Navarre, fils naturel de Sanche VII de Navarre et donc neveu de la comtesse de Champagne Blanche de Navarre, et qui sera élu évêque de Pampelune en 1220.

## Source
- Marie Henry d'Arbois de Jubainville, Histoire des Ducs et Comtes de Champagne, 1865.
- Prosper Adnot, Notes historiques sur l'ancienne ville de Chappes, 1865.
- Edouard de Saint Phalle, Les Seigneurs de Chappes aux XIe et XIIe siècles, 2007.
- Edouard de Saint Phalle, La seigneurie de Chappes et l'origine des vicomtes de Troyes, 2007.